# Vernazza (Italien)
 For alternative betydninger, se Vernazza. (Se også artikler, som begynder med Vernazza)
Vernazza (la. Vulnetia)  er en  italiensk by og kommune i regionen La Spezia, Liguria, i  det nordvestlige Italien. Den er en af de fem byer på kysten ved Cinque Terre .
Vernazza er den fjerde by når man bevæger sig mod nord i Cinque Terre. Der er ingen biltrafik (en vej fra det indre af landet fører til en parkeringsplads i udkanten af byen) og byen forbliver  som et autentisk  fiskerisamfund ved den  italienske riviera.  Siden 1997 har  Cinque Terre været på UNESCOs liste over verdensarv.

## Seværdigheder
- Kirken Santa Margherita d'Antiochia, bygget i  1318.
- Doria Slot – bygget I det femtende århundrede, med det formål at beskytte byen mod pirater.

## Galleri
Billeder fra byen:

## Ekstern henvisning
- Save Vernazza

1. ↑  demo.istat.it (fra Wikidata).